# 拉希耶納加 (巴拉奧納省)
18°4′12″N 71°6′0″W / 18.07000°N 71.10000°W
拉希耶納加（西班牙語：La Ciénaga），是多明尼加共和國的城鎮，位於該國西南部，由巴拉奧納省負責管轄，面積112.3平方公里，2012年人口8,004，人口密度每平方公里71人。